# Alfred Baumgartner (Musikwissenschaftler)

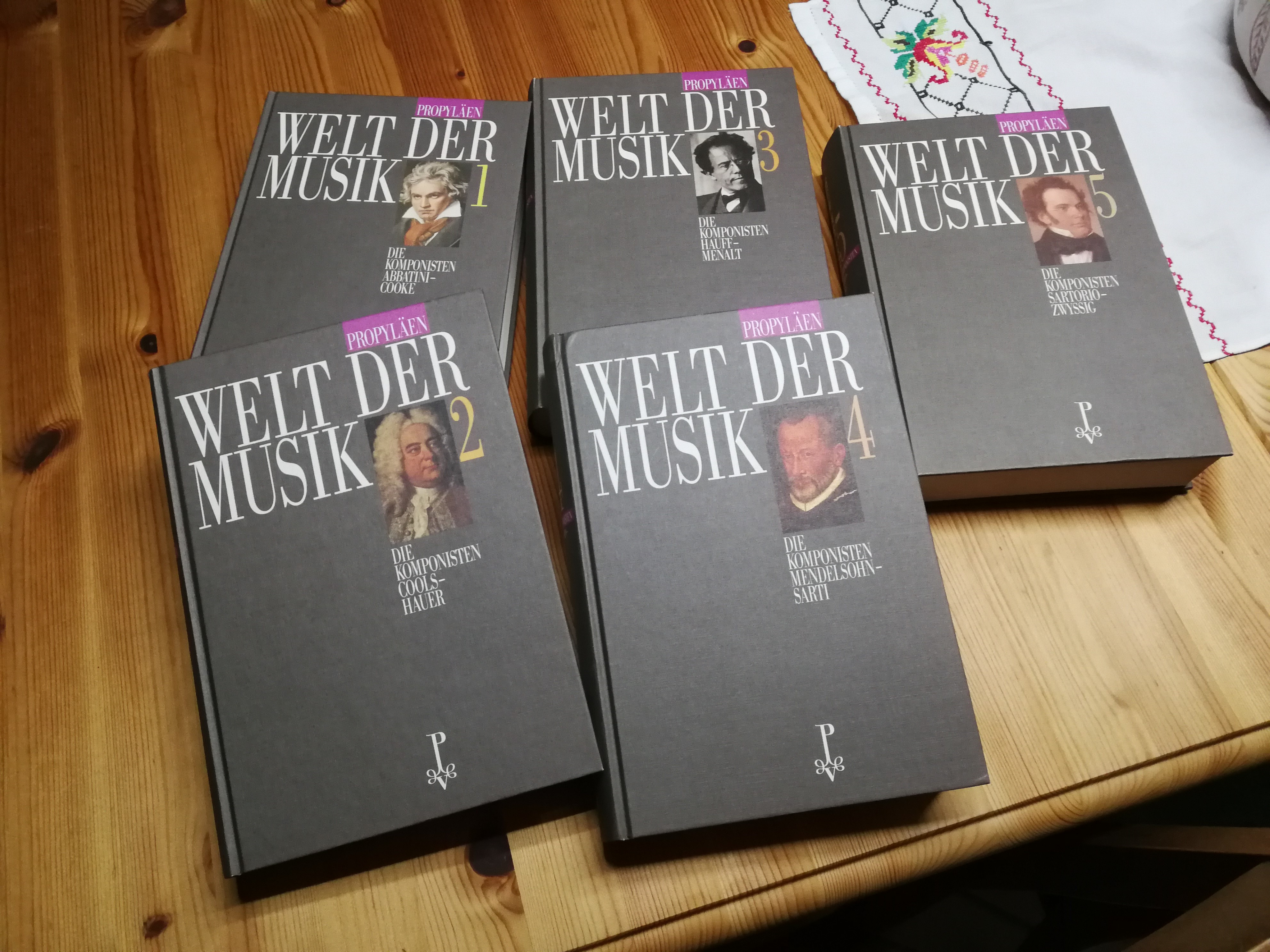
Die Welt der Musik – Die Komponisten von Alfred Baumgartner

Alfred Baumgartner (* 11. Juni 1904 in Alpbach; † 17. Mai 1991 in Wien) war ein österreichischer Musikwissenschaftler, Schriftsteller und Übersetzer.

## Leben und Werk
Alfred Baumgartner wurde dreifach promoviert, zum Dr. jur., Dr. rer. pol. und zum Dr. phil. Eine der Promotionen erfolgte 1928 an der Universität Innsbruck mit der Dissertation „Die Rechtsphilosophie und ihre wissenschaftliche Wertung“. Baumgartner arbeitete zunächst als Syndikus in Wien. Seit 1958 lebte er als freier Schriftsteller in Wien.
Alfred Baumgartner veröffentlichte als Musikwissenschaftler unter anderem Der große Musikführer. Musikgeschichte in Werkdarstellungen (1981–1985) in fünf Bänden und die Welt der Musik. Die Komponisten. Ein Lexikon in fünf Bänden. Von Baumgartners literarischen Veröffentlichungen seien die Romane Die Faust des Himmels (1960), Marder sind für Lilien blind (1970), Nacht über Stalingrad (1976) und Kampf der Adler (1980) genannt.
Alfred Baumgartner verwendete für seine literarischen Arbeiten mehrere Pseudonyme wie Lothar R. Braun, Carl Lindberg, Jack Mortimer oder Werner Siegfried.